# Arcos erythrops
Arcos erythrops är en fiskart som först beskrevs av Jordan och Gilbert 1882.  Arcos erythrops ingår i släktet Arcos och familjen dubbelsugarfiskar. IUCN kategoriserar arten globalt som livskraftig. Inga underarter finns listade i Catalogue of Life.